# Кретинин, Геннадий Викторович
Геннадий Викторович Кретинин (род. 4 марта 1948 года, Воронежская область, РСФСР, СССР) — российский учёный-историк, военный изобретатель, полковник в отставке. Специалист по военной истории России, истории Восточной Пруссии и международным отношениям в Балтийском регионе. Кандидат военных наук (1982), доктор исторических наук (2000), профессор (2000), член Академии военных наук РФ.

## Биография
В 1964—1966 годах учился в Краснознаменской средней школе Калининградской области РСФСР, которую окончил с серебряной медалью. Увлекался шахматами. В 1966—1996 годах служил в Вооружённых силах СССР/РФ. В 1970 году окончил Калининградское высшее инженерное ордена Ленина Краснознамённое училище инженерных войск имени А. А. Жданова, освоив специальность инженера-механика. В 1977 году окончил Военно-инженерную академию имени В. В. Куйбышева (Москва), в 1982 — Адъюнктуру при ВИА им. В. В. Куйбышева. Преподавал в родном училище (преподаватель (1982), старший научный сотрудник (1984), начальник научно-исследовательского отдела (1986—1996), полковник (1989) . Одновременно (с 1992 года) преподавал в Калининградском государственном университете. С 1993 года доцент, затем профессор кафедры специальных исторических дисциплин и региональной истории КГУ/РГУ/БФУ имени И. Канта. До 2015 года являлся руководителем Балтийского информационно-аналитического центра Российского института стратегических исследований. Исследовательская работа БРИАЦ была направлена на изучение политических и экономических процессов, происходящих в странах Балтийского региона. Основное внимание при этом уделялось проблемам Литвы, Польши, Германии и Калининградской области РФ. С 2016 года ведущий научный сотрудник ГБУК «Калининградский областной историко-художественный музей», где ведёт направления научно-исследовательской и военно-исторической деятельности.

## Научная деятельность
Автор свыше 350 научных и научно-методических трудов, в том числе 7 учебников, 15 монографий и 31 изобретения. Основные научные труды Г. В. Кретинина опубликованы в рецензируемых сборниках РИНЦ, ВАК, Web of Science и Scopus на русском и английском языках. Ряд работ опубликован в научных журналах и сборниках статей, изданных в Германии, Польше и Литве. Диссертация в форме научного доклада на соискание учёной степени доктора исторических наук на тему «Восточная Пруссия в российско-прусских отношениях (конец XVII — середина XVIII веков)» была защищена в Институте всеобщей истории РАН (Москва, 1999). Подготовил ряд фундаментальных трудов по истории Восточной Пруссии, среди которых «Под российской короной, или Русские в Кёнигсберге, 1758—1762» (Калининград, 1996), «Прусские маршруты Петра Первого» (Калининград, 1996), «Россияне в Восточной Пруссии: в 2-х частях» (Калининград, 2001, в соавт.), «Очерки истории Восточной Пруссии» (Калининград, 2002, в соавт.).
Автор работ и специалист по Восточно-Прусской наступательной операции Первой Мировой войны (1914). Исследовал и опубликовал многочисленные архивные документы и первоисточники, свидетельствующие о реальном соотношении сил и стратегической победе Красной армии в Восточно-Прусской наступательной операции 1945 года. По оценке Г. В. Кретинина данная наступательная операция, завершившаяся штурмом города-крепости Кёнигсберг (6-9 апреля 1945 года), была подготовлена и проведена по-суворовски «не числом, а умением».
Совместно с Ю. В. Костяшовым является основателем научной школы «История Юго-Восточной Прибалтики в новое и новейшее время». Исследователь взаимоотношений России с Европейским союзом (перспективы безвизового режима, энергетическая политика и т. д.), участник процессов становления и развития российско-польского и российско-литовского приграничного сотрудничества в Калининградской области РФ. Подготовил более десяти кандидатов наук, среди которых историк, директор Багратионовского музея истории края А. А. Панченко. Заместитель председателя диссертационного совета по защите диссертаций на соискание учёной степени кандидата наук и доктора наук при БФУ имени И. Канта. Заместитель главного редактора журнала «Вестник БФУ им. И. Канта. Серия: гуманитарные и общественные науки», член редакционной коллегии журнала «Балтийский регион». Совместно с калининградскими учёными В. В. Сергеевым и В. Н. Масловым стоял у истоков научного сборника материалов и исследований по истории края «Калининградские архивы» — являлся главным редактором первого выпуска сборника, вышедшего в свет в 1998 году. Член Учёного совета ФГБУК «Музей Мирового океана».

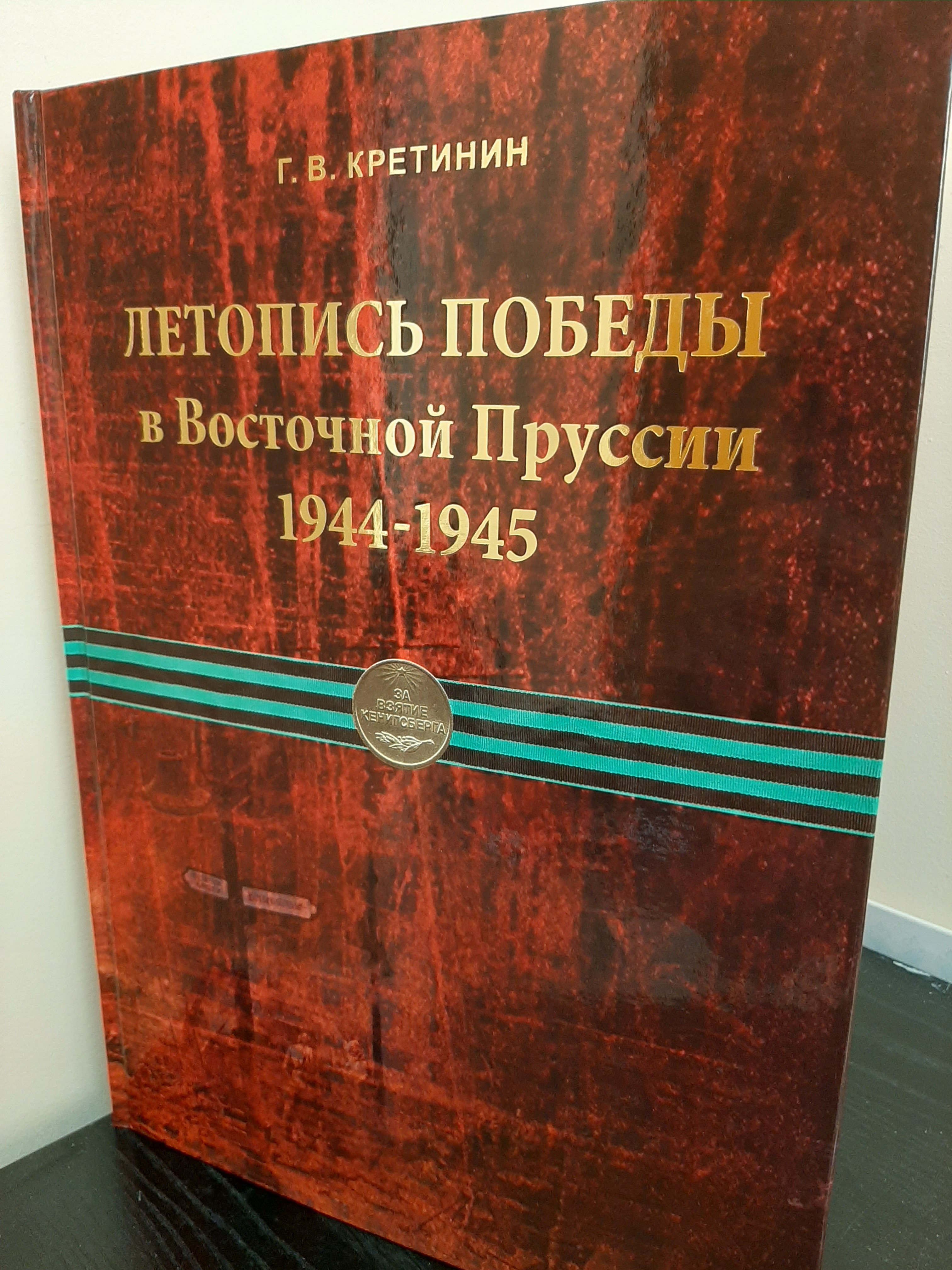
Летопись Победы в Восточной Пруссии в 1944—1945 гг.

В 2020 году в рамках 75-летнего юбилея Победы в Великой Отечественной войне 1941—1945 гг. Г. В. Кретинин выступил инициатором и редактором книги «Летопись Победы в Восточной Пруссии 1944—1945». Летом 1945 г. группа офицеров штаба 3-го Белорусского фронта под руководством полковника А. В. Васильева подготовила учебно-методическое пособие — «Конспект для разбора», в котором рассказывалось о боях в Восточной Пруссии в 1944—1945 гг. «Конспект» предназначался для боевой и оперативной подготовки советских офицеров. Фактически он стал источником для изучения истории боевых действий войск Красной Армии в немецкой провинции. Доступ к его содержанию был ограничен. Ныне ограничения сняты, документ впервые публикуется в полном объёме. Кроме текста «Конспекта», издание содержит анализ оперативно-стратегических особенностей боёв в Восточной Пруссии, рассказ о подготовке и проведении операций советских войск на заключительном этапе Второй мировой войны. Предисловие к книге написано генералом армии М. А. Гареевым, который командовал отрядом 17 октября 1944 года, взявшего город Ширвиндт — первый населённый пункт в Восточной Пруссии, взятый советскими войсками. Эта книга была передана ветеранам и свидетелям штурма Кёнигсберга в апреле 1945 года, направлена для изучения в библиотеки и учебные заведения.

Торжественное открытие реконструированного мемориала, посвящённого 260-летнему юбилею победы русской армии в сражении при Гросс-Егерсдорфе, 30 августа 2017 года (около пос. Междуречье)

## Общественная деятельность
Член президиума совета по культуре и совета по туризму при Губернаторе Калининградской области. В 2013—2017 годах являлся членом совета при Губернаторе Калининградской области по увековечиванию погибших при защите Отечества. Председатель совета регионального отделения Российского военно-исторического общества в Калининградской области. Один из основателей и активных участников Калининградского областного клуба краеведов, впервые собравшегося в сентябре 1990 года. Инициатор установки в 2002 году памятного знака русскому поэту Н. С. Гумилёву в пос. Победино Краснознаменского района Калининградской области и проведения ежегодного литературного праздника «Гумилёвская осень». Один из организаторов проекта реконструкции памятного знака и серии научных мероприятий в честь 260-летнего юбилея Гросс-Егерсдорфского сражения в пос. Междуречье Черняховского городского округа Калининградской области.

## Награды и признание
- Награждён медалями Министерства обороны СССР/РФ
- Лауреат премии «Призвание» (1997)
- Лауреат конкурса «Человек года» в номинации «Исследования. Наука» (2003)
- Награждён почётной грамотой Министерства образования и науки РФ (2004)
- Награждён юбилейной медалью «60 лет Калининградской области» (2007)
- Награждён почётной грамотой Секретаря Совета Безопасности РФ (2012)
- Почётный работник высшего профессионального образования РФ (2013)[4]
- Награждён юбилейной медалью «70 лет Калининградской области» (2017)[7]
- Награждён медалью «За заслуги перед Калининградской областью» (2018)